# Alejandro García Ríos
Alejandro García Ríos (* 17. Mai 1987 in Pereira, Departamento de Risaralda) ist ein kolumbianischer Jurist, Hochschullehrer und Politiker der Grünen Allianz (Alianza Verde), der unter anderem seit 2022 Mitglied des Repräsentantenhauses (Cámara de Representantes) ist.

## Leben
Alejandro García Ríos absolvierte nach dem Abitur (Bachillerato) am Colegio Calasanz in Pereira mit finanzieller Unterstützung durch ein Stipendium ein Studium der Rechtswissenschaften an der Universidad Libre in Pereira. Während des Studiums engagierte er sich zwischen 2007 und 2009 als studentischer Vertreter im Rat der Universität. Nach Abschluss des Studiums nahm er nach der Zulassung eine Tätigkeit als Rechtsanwalt auf und absolvierte eine Fortbildung im Bereich Verwaltungsrecht an der Universidad Externado de Colombia (UExt). Im Anschluss begann er zugleich eine Tätigkeit als Dozent und Berater bei der Organisation Yo Creo en Colombia, wo er seine Forschungsarbeit auf soziale Paradigmen und verborgene Vermögenswerte des Landes konzentrierte, und zu dem er Workshops und Konferenzen in Kolumbien, Ecuador und Peru hielt. Von 2009 bis 2010 war Mitarbeiter eines Richters beim Obersten Rechnungshof (Contraloría General de la República) und ab 2011 als beratender Anwalt für dieses Kontrollorgan tätig. 2013 wurde er Koordinator von Pereira Como Vamos, einem Programm zur Überwachung und Bewertung der Lebensqualität der Einwohner von Pereira, einer Initiative der Stiftung Fundación Corona, die von der Handelskammer dieser Stadt betrieben wird. Von dort aus gründete er Yo Creo in Pereira, koordinierte das Programm für zukünftige Führungspersönlichkeiten Futuros Dirigentes und war im Departamento de Risaralda ständiger Gast im Vorstand von Empresarios por la Educación, eine Organisation von Unternehmern, die sich für Bildungsförderung einsetzt.
2017 wurde García zum geschäftsführenden Direktor der Sociedad de Mejoras de Pereira gewählt, einer symbolträchtigen Organisation zur Förderung des Bürgergeistes von Pereira, wo er die neue strategische Ausrichtung und die Bürgerkulturkampagne „Pereira La Veo Bien“ umsetzte, eine Initiative, die einen Beitrag zur Bürgerkultur und zum Bauwesen in der Stadt leistet. Er war als Universitätsdozent und Berater im Bereich soziale Verantwortung der Restaurantkette Frisby tätig. Zugleich absolvierte er in dieser Zeit ein postgraduales Studium der Betriebswirtschaftslehre an der Päpstliche Universität Xaveriana PUJ (Pontificia Universidad Javeriana), welches er mit einem Magíster en Administración de Empresas mit der Arbeit „Alimentando con amor. La sucesión generacional y la gestión de la cultura organizacional en Frisby“ (‚Füttern mit Liebe. Generationsnachfolge und Management der Organisationskultur bei Frisby‘) abschloss. 2019 begann er seine politische Laufbahn in der Kommunalpolitik als Kandidat für das Amt des Bürgermeisters von Pereira für die Partei der Grünen Allianz (Partido Alianza Verde). Bei diesen Wahlen belegte er mit 27.210 Stimmen den dritten Platz und wurde damit der unabhängige Kandidat mit den meisten Stimmen in der Geschichte der Stadt. Weit entfernt von traditionellen politischen Parteiorganisation betrieb er seine Kandidatur mit einem Budget von 82 Millionen Pesos (rund 15.800 Euro), einem Team von 6 Leuten und 820 Freiwilligen. Daraufhin unterrichtete er von 2019 bis 2022 als Universitätsprofessor an den juristischen Fakultäten der Autonomen Universität Amerikas (Universidad Autónoma de las Américas) und der Freien Universität Pereira (Universidad Libre de Pereira).
Alejandro García Ríos wurde bei der Wahl am 13. März 2022 für die Partei der Grünen Allianz im Wahlkreis Risaralda mit 18.344 Stimmen zum Mitglied des Repräsentantenhauses (Cámara de Representantes) für die Legislaturperiode 2022 bis 2026 gewählt. Während seiner Parlamentszugehörigkeit war er in der Sitzungsperiode 2022/2023 Mitglied der Sechsten Ständigen Verfassungskommission (Comisión Sexta Constitucional Permanente), die für Kommunikation, Preise, öffentliche Katastrophen, öffentliche Aufgaben und Bereitstellung öffentlicher Dienstleistungen, Medien, wissenschaftliche und technologische Forschung, digitale Kommunikations- und Computersysteme, Luftraum, öffentliche Arbeiten und Transport, Tourismus und Tourismusentwicklung und Bildung und Kultur zuständig ist. Daneben war er von 2022 bis 2023 Mitglied der Friedenskommission (Comisión de Paz) und Vertreter der Unidad de Ciencias Aplicadas (UCAD) für Kaffeeanbauregion Kolumbiens, der Eje Cafetero. Daneben befasste er sich mit Themen wie Frieden, Jugend, LGBTIQ+, Wälder und Klimawandel, Bildung, Wasser und Biodiversität.